# Rial Racing
Rial (pełna nazwa Rial Racing) – niemiecki zespół wyścigowy i konstruktor Formuły 1, założony w 1987 roku przez Günthera Schmidta i aktywny w wyścigach Grand Prix w sezonach 1988-1989. Ekipa zgłoszona została do 32 wyścigów, dwunastokrotnie nie przechodząc kwalifikacji. Łącznie w obu sezonach kierowcy niemieckiej stajni zdobyli sześć punktów – najlepszym rezultatem zespołu podczas wyścigu była czwarta pozycja, zdobyta przez Andreę de Cesarisa w Grand Prix Stanów Zjednoczonych – Wschód 1988 i Christiana Dannera w Grand Prix Stanów Zjednoczonych 1989. Pod koniec stycznia 1990, zespół został rozwiązany.

## Historia

### Początki
Rial, jako marka produkująca felgi, została założona w 1978 roku, zyskując reputację jako producent felg przeznaczonych do opon zimowych. W 1987 roku, Günther Schmidt postanowił sprzedać swoje udziały w firmie ATS, kupując udziały Riala.
Nie było to pierwsze podejście Schmidta do Formuły 1. W 1977 roku założył zespół ATS, którego nazwa pochodziła od producenta felg pod tą samą nazwą. Do sezonu 1984 zgłoszona została do 101 wyścigów Grand Prix, zdobywając w sumie osiem punktów. Najlepiej zespół poradził sobie w sezonie 1982, gdzie zespół został sklasyfikowany na jedenastej pozycji, zdobywając cztery punkty. Po sezonie 1984, zespół wycofał się z Formuły 1. Głównym powodem było zaprzestanie dostarczania jednostek napędowych przez BMW, argumentując to również złym PR zespołu i właściciela.

### Przygotowanie do startów
Podobnie jak w przypadku ATS, celem Riala było wypromowanie marki poprzez sporty motorowe. Ponowne wejście Günthera Schmidta do najważniejszej serii wyścigowej było możliwe, dzięki decyzji FISA o zniesieniu silników turbodoładowanych na rzecz wolnossących z początkiem sezonu 1989. Dzięki temu kilka zespołów, uczestniczących w mniejszych seriach wyścigowych, postanowiło wejść do Formuły 1 – wśród nich były to między innymi ekipy Onyx czy Coloni. Zespół zdecydował zgłosić jeden samochód na sezon 1988 i zapewnił sobie kontrakt na silniki Cosworth DFZ, przygotowane przez Heiniego Madera.
Schmidt pozyskał Gustava Brunnera, byłego projektanta samochodów ATS, dotychczas pracującego dla Ferrari. Brunner zaprojektował samochód ARC1, który miał pewne podobieństwa do samochodu Ferrari F1-87, również zaprojektowanego przez Austriaka. Dzięki temu ARC1 został nazwany niebieskim Ferrari. Kierowcą Riala na sezon 1988 został Andrea de Cesaris, dotychczas startujący dla Alfy Romeo, McLarena, Ligiera, Minardi i Brabhama, posiadający wsparcie marki Marlboro.

### Starty w Formule 1

#### 1988
Ze względu na dużą ilość zespołów zgłoszonych do Formuły 1, Rial musiał rozpoczynać weekendy wyścigowe Grand Prix od prekwalifikacji, razem z zespołami BMS Scuderia Italia, Coloni i EuroBrun. De Cesaris udanie przeszedł sesję prekwalifikacyjną, natomiast kwalifikacje zakończył na czternastej pozycji. W wyścigu jechał nawet na szóstej pozycji, jednak ostatecznie na 53. okrążeniu Włoch musiał zakończyć start z powodu awarii silnika. Wcześniej, w czasie treningu, samochód de Cesarisa zatrzymał się na torze i mechanicy wykonywali naprawy na miejscu, co było nielegalne i FISA ukarała zespół w wysokości pięciu tysięcy dolarów.
Włoch z powodzeniem zakwalifikował się do sesji kwalifikacyjnej do Grand Prix San Marino, gdzie zajął w nich szesnaste miejsce. Podczas piątkowej sesji rozbił swój samochód i wobec licznych napraw rozpoczął eliminację od startu z alei serwisowej. Z powodu awarii zawieszenia na pierwszym okrążeniu, de Cesaris ponownie musiał się wycofać.
Podczas treningu do Grand Prix Monako, przy żółtych flagach, Włoch uderzył w samochód Gerharda Bergera. Andrea de Cesaris twierdził, że na torze nie było żółtych flag, jednak postanowił pokryć koszty naprawy. Powtórki jednak pokazały, że stewardzi pokazywali żółte flagi, co oznaczało, że włoski kierowca musiał zapłacić karę pięciu tysięcy dolarów. Awansował do sesji kwalifikacyjnej, którą ukończył na dziewiętnastej pozycji. W sobotniej sesji, samochód Włocha zatrzymał się na torze i ponownie mechanicy zespołu zostali wysłani do jej naprawy. Ze względu na ponownie złamanie przepisów, zespół ukarano grzywną w wysokości piętnastu tysięcy dolarów. De Cesaris ponownie zakończył przedwcześnie wyścig, gdyż na 28. okrążeniu ponownie o sobie dał znać silnik. 
Pojawiały się pogłoski, że samochód ARC1 nie spełniał przepisów, które mówiły, że ze względów bezpieczeństwa, w przypadku dachowania, kask kierowcy musi znajdować się poniżej linii od klatki bezpieczeństwa do przodu kokpitu, podczas gdy kask de Cesarisa znajdował się powyżej takiej linii. Mało tego, pojawiały się głosy o odejściu Gustava Brunnera do ekipy Zakspeed, ponieważ zespół nie zapłacił mu za pracę. Ostatecznie, przed wyścigiem w Meksyku dokonano modyfikacji samochodu.
Kwalifikacje do Grand Prix Meksyku, de Cesaris ukończył na dwunastej pozycji. Tak jak w poprzednich trzech rundach, nie ukończył wyścigów, tym razem za sprawą awarii skrzyni biegów na 52. okrążeniu. W sesji kwalifikacyjnej w Kanadzie, Włoch ponownie zajął dwunaste miejsce. W wyścigu walczył o czwarte miejsce z Nelsonem Piquetem i Philippe'em Streiffem, lecz zabrakło mu paliwa na okrążenie przed końcem. Został ostatecznie sklasyfikowany na dziewiątej pozycji. W kwalifikacjach do Grand Prix Stanów Zjednoczonych – Wschód, Włoch powtórzył osiągnięcie z Meksyku i Kanady, zajmując w kwalifikacjach dwunastą pozycję. Na 27. okrążeniu przesunął się on na czwarte miejsce i na tej pozycji pozostał do końca wyścigu. 
Ponownie na dwunastym miejscu de Cesaris zakończył kwalifikacje, tym razem do Grand Prix Francji. Po raz drugi z rzędu ukończył wyścig, tym razem na dziesiątej pozycji, ze stratą dwóch okrążeń do Alaina Prosta. Do Grand Prix Wielkiej Brytanii, Włoch startował z czternastego miejsca, jednak eliminacji nie ukończył, ponieważ na dziewiątym okrążeniu miał on kłopoty ze sprzęgłem.
Przed wyścigiem o Grand Prix Niemiec dokonano zmiany w prekwalifikacjach – ze względu na zdobyte trzy punkty za czwarte miejsce w Detroit, Andrea de Cesaris nie musiał brać udziału w sesji prekwalifikacyjnej, a jego miejsce zajął Nicola Larini z Oselli. W kwalifikacjach na Hockenheimringu, Włoch zajął czternastą pozycję. Włoski kierowca zakończył start w Niemczech na trzynastym miejscu, ze stratą dwóch okrążeń do Ayrtona Senny. Po wyścigu, Gustav Brunner odszedł z Riala i dołączył do ekipy Zakspeed. Do Grand Prix Węgier, Włoch ruszał z 18. pola startowego, jednak przedwcześnie zakończył rundę, ze względu na awarię wału przedniego napędu na 28. okrążeniu. Kwalifikacje do Grand Prix Belgii, de Cesaris zakończył na dziewiętnastej pozycji, lecz już na drugim okrążeniu miał kolizję z René Arnoux. W sesji kwalifikacyjnej do Grand Prix Włoch, Andrea de Cesaris zajął osiemnaste miejsce, lecz na 27. okrążeniu zakończył swój start, ze względu na uszkodzenia w jego samochodzie.
Do wyścigu o Grand Prix Portugalii, Włoch ruszał z dwunastej pozycji. Podczas pierwszego startu, samochód de Cesarisa nie ruszył z pola startowego, wobec czego opóźniono start wyścigu o pięć minut. Podczas restartu doszło do wypadku, gdy Włoch uderzył w samochód Dereka Warwicka z Arrowsa, który nie mógł ruszyć po starcie. W kolizji wzięły udział również samochody Luisa Péreza-Sali (Minardi) i Satoru Nakajimy (Lotus). Ze względu na to, że samochody Warwicka i de Cesarisa zablokowały prostą startową, wywieszono czerwoną flagę. Włoch wszedł do samochodu zapasowego, lecz na 11. okrążeniu kończy start w tej eliminacji przez awarię wału przedniego napędu. Kwalifikacje do Grand Prix Hiszpanii, włoski kierowca zakończył na 23. pozycji. Ponownie przedwcześnie kończy start, tym razem na 27. okrążeniu silnik odmówił posłuszeństwa. Do wyścigu o Grand Prix Japonii, Włoch ruszał z czernastego miejsca. Rundę w Japonii zakończył na 36. okrążeniu, z uwagi na przegrzanie się silnika. Sesję kwalifikacyjną do Grand Prix Australii, de Cesaris kończy na piętnastej pozycji. Na 77. okrążeniu skończyło się paliwo w samochodzie włoskiego kierowcy, jednak ze względu na przejechanie 90% dystansu wyścigu, de Cesaris zakończył wyścig na ósmej pozycji.
Andrea de Cesaris zakończył sezon 1988 na piętnastej pozycji z trzema punktami. Debiutancki sezon zakończył się dla Riala zdobyciem dziewiątej pozycji w klasyfikacji konstruktorów.

#### 1989
W trakcie sezonu 1988 pojawiały się pogłoski, że Schmidt chce stworzyć na sezon 1989 zespół całkowicie niemiecki. Stajnia postanowiła wystawić dwa samochody, jednak z zespołu odszedł de Cesaris, który przeniósł się do ekipy BMS Scuderia Italia. Nowymi reprezentantami zespołu zostali Christian Danner, dotychczas reprezentujący Zakspeeda, Osellę i Arrowsa oraz Volker Weidler, dla którego to był pierwszy sezon w Formule 1. Podobnie jak rok wcześniej z Brunnerem, inżynier Stefan Fober powrócił do współpracy ze Schmidtem, dołączając do Boba Bella w projektowaniu samochodu ARC2, który był zmodyfikowanym ARC1 z przerobioną aerodynamiką. Nadal używano silników Coswortha i opon Goodyear. Do sezonu 1989 zgłosiło się dwadzieścia zespołów z 39 samochodami, co było rekordem pod względem ilości samochodów próbujących zakwalifikować się do Grand Prix. Punkty niemieckiej stajni pozwoliły jedynie Dannerowi na uniknięcie prekwalifikacji, zatem Weidler musiał starać się o awans do kwalifikacji.
W prekwalifikacjach do Grand Prix Brazylii, Weidler zajął ósme miejsce, tracąc 2,285 sekund do Nicoli Lariniego, ostatniego który awansował do sesji kwalifikacyjnej. W kwalifikacjach, Danner był siedemnasty ze stratą 4,153 sekund do Ayrtona Senny. Niemiec zakończył inauguracyjny wyścig na czternastej pozycji, ze stratą pięciu okrążeń do Nigela Mansella z Ferrari. W sesji prekwalifikacyjnej do Grand Prix San Marino, Volker Weidler ponownie nie awansował do dalszej części, zajmując ostatnią pozycję, mając ponad dziewięć sekund straty do Stefano Modeny z Brabhama. Danner natomiast zakończył kwalifikację na 29. miejscu, tracąc 0,205 sekund do ostatniego zakwalifikowanego Yannicka Dalmasa z Larrousse.
Weidler w prekwalifikacjach do Grand Prix Monako wyprzedził Aguriego Suzukiego z ekipy Zakspeed i Joachima Winkelhocka z zespołu AGS, mając gorszy czas o 1,724 sekund od Martina Brundle, który był ostatnim kierowcą, który awansował dalej. Po raz drugi z rzędu, Christian Danner nie zakwalifikował się do wyścigu, tym razem zajmując 27. pozycję, ze stratą 0,124 sekund do Luisa Péreza-Sali z Minardi, który jako ostatni awansował do wyścigu. Sesję prekwalifikacyjną do Grand Prix Meksyku, Weidler zakończył na ósmym miejscu, ze stratą 1,678 sekund do Stefana Johanssona. Danner zakończył zaś kwalifikacje na 23. pozycji i ukończył wyścig jako dwunasty, ze stratą dwóch okrążeń do Senny. Volker Weidler nie awansował do sesji kwalifikacyjnej do Grand Prix Stanów Zjednoczonych, zajmując dziesiątą pozycję. Christian Danner był ostatnim kierowcą, który uzyskał kwalifikację do wyścigu, mając stratę 3,740 sekund do Ayrtona Senny. Po raz drugi, samochód Riala znalazł się w pierwszej szóstce wyścigu, gdyż Niemiec zakończył start w Phoenix na czwartej pozycji, ze stratą jednego okrążenia do Alaina Prosta, choć w trakcie wyścigu miał problem z wydechem. Ponownie Weidler nie zdołał przejść prekwalifikacji, tym razem do wyścigu o Grand Prix Kanady, wyprzedzając tylko Aguriego Suzukiego i Pierre-Henri Raphanela z Coloni. Danner natomiast zakwalifikował się do wyścigu z 23. pola startowego, tracąc 3,754 sekundy do Prosta. Niemiecki kierowca ukończył zmagania na ósmym miejscu, ze stratą trzech okrążeń do Thierry'ego Boutsena z Williamsa.
W prekwalifikacjach do Grand Prix Francji, Weidler był siódmy, ze stratą 1,442 sekund do Bertranda Gachota z ekipy Onyx. W sesji kwalifikacyjnej, Danner był 29., tracąc 3,975 sekund do Alaina Prosta i 0,710 sekund do Alexa Caffiego, który jako ostatni awansował do wyścigu. Volker Weidler nie awansował do sesji kwalifikacyjnej do Grand Prix Wielkiej Brytanii, zajmując w prekwalifikacjach ostatnie miejsce. Christian Danner w kwalifikacjach zajął trzydzieste, ostatnie miejsce i nie zakwalifikował się do wyścigu. Po wyścigu nastąpiły zmiany – dzięki punktom zdobytym przez Dannera w Phoenix, Weidler nie musiał brać udziału w prekwalifikacjach. Mimo tego, szef zespołu tracił cierpliwość do Weidlera, a relacje z Dannerem pogarszały się po kolejnych nieudanych kwalifikacjach.
W kwalifikacjach do Grand Prix Niemiec, Christian Danner zajął 28. miejsce, ze stratą prawie 7,5 sekundy straty do Ayrtona Senny. Weidler pierwotnie znalazł się na 29. pozycji, jednak jego samochód zatrzymał się na torze z powodu problemów z eletryką i tak jak rok wcześniej bywało, mechanicy naprawili samochód na miejscu, co było niezgodne z regulaminem i zespół ukarano karą w wysokości pięciu tysięcy dolarów i anulowaniem jego wyników. Tak jak w Hockenheim, kierowcy zespołu nie awansowali do wyścigu o Grand Prix Węgier, zajmując dwa ostatnie miejsca. Ponownie ukarano Volkera Weidlera anulowaniem, tym razem jego piątkowych wyników, ze względu na nieregulaminowe tylne skrzydło i karą pięciu tysięcy dolarów. Günther Schmidt całą winą za tylne skrzydło obarczył Stefana Fobera, nakazując mu pokrycie grzywny z własnej kieszeni. Po wyścigu, Fober odszedł z zespołu, natomiast Weidler został zwolniony. Jego miejsce zajął Pierre-Henri Raphanel, dotychczasowy kierowca Coloni, w dodatku sprowadzając za sobą Christiana Vanderpleyna. Schmidt początkowo nie był pozytywnie nastawiony do przejścia Vanderpleyna, gdyż jak twierdził, może to być zbyt kosztowne. W sesji kwalifikacyjnej do Grand Prix Belgii, Danner i Raphanel zajęli 29. i 30. miejsce – Niemiec stracił do Ayrtona Senny 9,380 sekund, natomiast Francuz był wolniejszy od kolegi zespołowego o 2,690 sekund. W kwalifikacjach do Grand Prix Włoch, sytuacja się powtórzyła i kierowcy Riala zamykali stawkę kwalifikacyjną. Nie inaczej było w Portugalii, jednak tym razem Raphanel był szybszy od Dannera o 0,243 sekundy. 
Po wyścigu w Estoril, Christian Danner został zwolniony z zespołu. Jego miejsce zajął Gregor Foitek, wcześniej jeżdżący dla ekipy EuroBrun, z którym ani razu nie zakwalifikował się do wyścigu. W kwalifikacjach do Grand Prix Hiszpanii, Raphanel był 28., ze stratą 5,152 sekund do Senny, natomiast Foitek znalazł się tuż za swoim kolegą zespołowym, tracąc do niego 3,783 sekund, mając w trakcie sesji awarię mechaniczną. Po weekendzie w Hiszpanii, Szwajcar odszedł z ekipy, a na jego miejsce przybył Bertrand Gachot, wcześniej zwolniony z zespołu Onyx. W sesji kwalifikacyjnej do Grand Prix Japonii, Pierre-Henri Raphanel i Bertrand Gachot zajęli odpowiednio 29. i 30. miejsce, ze stratą ponad dziewięciu sekund do Senny. W kwalifikacjach do Grand Prix Australii, Gachot był 29., z przewagą zaledwie 0,038 sekund nad partnerem zespołowym. Trzy punkty zdobyte przez Christiana Dannera pozwoliły Rialowi na zajęcie trzynastej pozycji w klasyfikacji konstruktorów, natomiast sam Niemiec został sklasyfikowany na 22. pozycji. Mimo rozpoczęcia prac nad modelem ARC3 na sezon 1990, pod koniec stycznia 1990 Günther Schmidt ogłosił wycofanie zespołu z Formuły 1. Marka Rial powróciła do Formuły 1 jako jeden ze sponsorów zespołu March w sezonie 1992.

## Wyniki w Formule 1
| Legenda oznaczeń w tabelach wyników Wyświetl szablon na nowej stronie | Legenda oznaczeń w tabelach wyników Wyświetl szablon na nowej stronie                                                                     |
| Oznaczenie                                                            | Wyjaśnienie |
| --------------------------------------------------------------------- | --- |
| Złoty                                                                 | Zwycięzca lub mistrzostwo |
| Srebrny                                                               | 2. miejsce lub wicemistrzostwo |
| Brązowy                                                               | 3. miejsce lub II wicemistrzostwo |
| Zielony                                                               | Ukończył, punktował (w klasyfikacji generalnej, gdy zdobył co najmniej jeden punkt na przestrzeni sezonu, poza trzema powyższymi opcjami) |
| Niebieski                                                             | Ukończył, nie punktował (w klasyfikacji generalnej, gdy nie zdobył co najmniej jednego punktu na przestrzeni sezonu)                      |
| Czerwony                                                              | Nie zakwalifikował się (NZ) |
| Czerwony                                                              | Nie prekwalifikował się (NPK) |
| Różowy                                                                | Nie ukończył (NU) |
| Różowy                                                                | Niesklasyfikowany (NS) (w klasyfikacji generalnej, gdy nie został sklasyfikowany w żadnym wyścigu sezonu)                                 |
| Czarny                                                                | Zdyskwalifikowany (DK) |
| Czarny                                                                | Wykluczony (WYK/EX) |
| Biały                                                                 | Nie wystartował (NW) |
| Biały                                                                 | Kontuzjowany (K/INJ) |
| Biały                                                                 | Wyścig odwołany (OD/C) |
| Bez koloru                                                            | Został wycofany (WYC/WD) |
| Bez koloru                                                            | Nie przybył (NP/DNA) |
| Bez koloru                                                            | Nie brał udziału w treningach (NT/DNP) |
| Bez koloru                                                            | Nie został zgłoszony (–) |
| Pogrubienie                                                           | Start z pole position |
| Kursywa                                                               | Najszybsze okrążenie wyścigu |
| †                                                                     | Nie ukończył, ale jego rezultat został zaliczony ze względu na przejechanie więcej niż 90% dystansu wyścigu.                              |
| *                                                                     | Sezon w trakcie |
| 1/2/3                                                                 | Punktowana pozycja w sprincie kwalifikacyjnym                                                                                             |
| Lista systemów punktacji Formuły 1                                    | |

| Sezon | Konstruktor | Model | Silnik | Kierowcy              | Wyniki w poszczególnych eliminacjach | Wyniki w poszczególnych eliminacjach | Wyniki w poszczególnych eliminacjach | Wyniki w poszczególnych eliminacjach | Wyniki w poszczególnych eliminacjach | Wyniki w poszczególnych eliminacjach | Wyniki w poszczególnych eliminacjach | Wyniki w poszczególnych eliminacjach | Wyniki w poszczególnych eliminacjach | Wyniki w poszczególnych eliminacjach | Wyniki w poszczególnych eliminacjach | Wyniki w poszczególnych eliminacjach | Wyniki w poszczególnych eliminacjach | Wyniki w poszczególnych eliminacjach | Wyniki w poszczególnych eliminacjach | Wyniki w poszczególnych eliminacjach | Wyniki kierowców | Wyniki kierowców | Wyniki konstruktora | Wyniki konstruktora |
| 1988  |             |       |        |                       | Brazylia                             | San Marino                           | Monako                               | Meksyk                               | Kanada                               | Stany Zjednoczone                    | Francja                              | Wielka Brytania                      |                                      | Węgry                                | Belgia                               | Włochy                               | Portugalia                           | Hiszpania                            | Japonia                              | Australia                            | Pkt.             | Msc.             | Pkt.                | Msc.                |
| ----- | ----------- | ----- | ------ | --------------------- | ------------------------------------ | ------------------------------------ | ------------------------------------ | ------------------------------------ | ------------------------------------ | ------------------------------------ | ------------------------------------ | ------------------------------------ | ------------------------------------ | ------------------------------------ | ------------------------------------ | ------------------------------------ | ------------------------------------ | ------------------------------------ | ------------------------------------ | ------------------------------------ | ---------------- | ---------------- | ------------------- | ------------------- |
| 1988  | Rial        | ARC1  | Ford   | Andrea de Cesaris     | NU                                   | NU                                   | NU                                   | NU                                   | 9                                    | 4                                    | 10                                   | NU                                   | 13                                   | NU                                   | NU                                   | NU                                   | NU                                   | NU                                   | NU                                   | 8                                    | 3                | 15               | 3                   | 9                   |
| 1989  |             |       |        |                       | Brazylia                             | San Marino                           | Monako                               | Meksyk                               | Stany Zjednoczone                    | Kanada                               | Francja                              | Wielka Brytania                      |                                      | Węgry                                | Belgia                               | Włochy                               | Portugalia                           | Hiszpania                            | Japonia                              | Australia                            | Pkt.             | Msc.             | Pkt.                | Msc.                |
| 1989  | Rial        | ARC2  | Ford   | Christian Danner      | 14                                   | NZ                                   | NZ                                   | 12                                   | 4                                    | 8                                    | NZ                                   | NZ                                   | NZ                                   | NZ                                   | NZ                                   | NZ                                   | NZ                                   |                                      |                                      |                                      | 3                | 22               | 3                   | 13                  |
| 1989  | Rial        | ARC2  | Ford   | Gregor Foitek         | [ a ]                                | [ a ]                                | [ a ]                                | [ a ]                                | [ a ]                                | [ a ]                                | [ a ]                                | [ a ]                                | [ a ]                                | [ a ]                                | [ a ]                                |                                      |                                      | NZ                                   |                                      |                                      | 0                | NS               | 3                   | 13                  |
| 1989  | Rial        | ARC2  | Ford   | Bertrand Gachot       | [ b ]                                | [ b ]                                | [ b ]                                | [ b ]                                | [ b ]                                | [ b ]                                | [ b ]                                | [ b ]                                | [ b ]                                | [ b ]                                | [ b ]                                | [ b ]                                |                                      |                                      | NZ                                   | NZ                                   | 0                | NS               | 3                   | 13                  |
| 1989  | Rial        | ARC2  | Ford   | Volker Weidler        | NPK                                  | NPK                                  | NPK                                  | NPK                                  | NPK                                  | NPK                                  | NPK                                  | NPK                                  | DK                                   | NZ                                   |                                      |                                      |                                      |                                      |                                      |                                      | 0                | NS               | 3                   | 13                  |
| 1989  | Rial        | ARC2  | Ford   | Pierre-Henri Raphanel | [ c ]                                | [ c ]                                | [ c ]                                | [ c ]                                | [ c ]                                | [ c ]                                | [ c ]                                | [ c ]                                | [ c ]                                | [ c ]                                | NZ                                   | NZ                                   | NZ                                   | NZ                                   | NZ                                   | NZ                                   | 0                | NS               | 3                   | 13                  |

## Statystyki
Źródło: chicanef1.com
| Sezon | Zespół      | Konstruktor | Zgłoszenia | GP | PKT | P.  | P1 | P2 | P3 | Punkt. | PP | NO | NS | DK | NZ |
| --- | ----------- | ----------- | ---------- | -- | --- | --- | -- | -- | -- | ------ | -- | -- | -- | -- | -- |
| 1988 | Rial Racing | Rial-Ford   | 16         | 16 | 3   | 9   | -  | -  | -  | 1      | -  | -  | 11 | -  | -  |
| 1989 | Rial Racing | Rial-Ford   | 32         | 16 | 3   | 13  | -  | -  | -  | 1      | -  | -  | -  | 1  | 20 |
| Razem | 1           | 1           | 48         | 32 | 6   | 1x9 | -  | -  | -  | 2      | -  | -  | 11 | 1  | 20 |
| Sezon | Zespół      | Konstruktor | Zgłoszenia | GP | PKT | P.  | P1 | P2 | P3 | Punkt. | PP | NO | NS | DK | NZ |
| Zgłoszenia - starty wszystkich samochodów; GP - zaliczone Grand Prix; P. - pozycja końcowa; P1, P2, P3 - pozycje na podium; Punkt. - punktował; PP - pole position; NO - najszybsze okrążenia; NS - niesklasyfikowany; DK - dyskwalifikacje; NZ - nie zakwalifikował się |             |             |            |    |     |     |    |    |    |        |    |    |    |    |    |

## Podsumowanie
| Ważne wyścigi     | Ważne wyścigi                                                           |
| ----------------- | ----------------------------------------------------------------------- |
| Debiut            | Grand Prix Brazylii 1988 (#1, Andrea de Cesaris)                        |
| Pierwsze punkty   | Grand Prix Stanów Zjednoczonych – Wschód 1988 (#6, Andrea de Cesaris)   |
| Ostatni           | Grand Prix Australii 1989 (#32, Pierre-Henri Raphanel, Bertrand Gachot) |
| Najwyższe pozycje |                                                                         |
| Kwalifikacje      | 12                                                                      |
| Wyścig            | 4                                                                       |

## Kierowcy
Źródło: chicanef1.com
|     | Kierowca              | Sezony | Starty | PP | Wygrane | MŚ | Zespół    |
| --- | --------------------- | ------ | ------ | -- | ------- | -- | --------- |
| ITA | Andrea de Cesaris     | 1988   | 16     | 0  | 0       |    | fabryczny |
| BRD | Christian Danner      | 1989   | 13     | 0  | 0       |    | fabryczny |
| BRD | Volker Weidler        | 1989   | 10     | 0  | 0       |    | fabryczny |
| FRA | Pierre-Henri Raphanel | 1989   | 6      | 0  | 0       |    | fabryczny |
| SUI | Gregor Foitek         | 1989   | 1      | 0  | 0       |    | fabryczny |
| BEL | Bertrand Gachot       | 1989   | 2      | 0  | 0       |    | fabryczny |